# Live Wire (Third Day)
Live Wire è un album dal vivo del gruppo christian rock statunitense Third Day, pubblicato nel 2004.

## Tracce
1. Rockstar - 3:28
2. Come On Back to Me - 4:05
3. Sing a Song - 4:03
4. I Believe - 3:00
5. It's a Shame - 4:10
6. 'Til the Day I Die - 3:20
7. Wire - 4:41
8. Blackbird - 7:36
9. I Got a Feeling - 4:44
10. Thank You All (Studio) - 3:22